# Варг
У фикцији о Средњој земљи филолога и писца фантастике Џ. Р. Р. Толкина, варг је посебно велика и зла врста вука коју су могли да јашу орци.
Име и карактеристике варга Толкин је извео комбиновањем значења и митова из старонордијског и староенглеског . У нордијској митологији, wargr (англизиран као варг) је вук, посебно вук Фенрир који је уништио бога Одина у бици код Рагнарока, и вукови Сколл и Хати који непрестано јуре Сунце и Месец. На староенглеском, веар је изопћеник који може бити задављен на смрт.
Захваљујући Толкиновом утицају, варгови су се појављивали у књигама фантастике више аутора, укључујући Џорџа Р. Р. Мартина те у медијима као што су видео игре и игре улога.

## Етимологија и порекло
Стручњак за Толкиново делоТом Шипи наводи да је Толкинов правопис „варг“ укрштање староскандинавског варгр и староенглеског веарх . Он примећује да речи оличавају промену значења са „вук“ на „одметник“: варгр носи оба значења, док веарх значи „изопћеник“ или „одметник“, али је изгубио смисао за „вук“.
У староскандинавском језику,vargr је изведен из протогерманског корена реконструисаног као **warga, који је на крају изведен из протоиндоевропског корена реконструисаног као *werg̑ʰ- „уништити“. Vargr (упореди савремени шведски варг "вук") настао је као не-табу назив за úlfr, уобичајени старонордијски израз за "вук". Шипи додаје да постоји и староенглески глагол, авирган, који значи и „осудити [изопћеника]“ и „задавити [изопћеника до смрти]“; он додаје да је могући даљи смисао „ забринути [овцу], угристи до смрти“.
У нордијској митологији, варгови су посебно митолошки вукови Фенрир, Сколл и Хати. Сколл и Хати су вукови, један иде за Сунцем, други за Месецом. Вукови су служили као створења за јахање за мање-више опасна хуманоидна створења. На пример, Гунров коњ је био кенинг за „вука“ на рунском камену Рок. У Lay of Hyndla, истоимена пророка јаше вука. На Балдрову сахрану, јотунн Хиррккин је стигао на вуку.
Марџори Бернс пише да Толкин користи чињеницу да су вукови били међу ратним зверима нордијског бога Одина „на посебно иновативан начин“. Один је задржао два вука, Фрекија и Герија, а њихова имена су значила "Похлепан"; и у последњој бици која уништава свет, Рагнароку, Одина је убио и појео гигантски вук Фенрир. Дакле, истиче Бернс, вукови су били и Одинови сарадници и његов смртни непријатељ. Она тврди да је Толкин користио оба односа у Господару прстенова . По њеном мишљењу, и тамни господар Саурон и зли чаробњак Саруман оличавају „атрибуте негативног Одина“. Она истиче да Саруман има варгове у својој војсци, док Саурон користи „слику грабежљивог вука“ за огромног овна по имену Гронд који уништава главну капију Минас Тирита . Са друге стране, доброћудни чаробњак Гандалф води борбу против варга у Хобиту, користећи своју способност да ствара ватру, и разуме њихов језик. У Дружина прстена, Гандалф поново користи магију и ватру да отера великог вука, „Сауроновог пса“, и његовог вучји чопор; Бернс пише да покушај вукова „да прогутају Гандалфа наговештава Одинову судбину“, подсећајући на мит о Фенриру и Одину.

## Џ. Р. Р. Толкин
... and in the middle of the circle was a great grey wolf. He spoke to them in the dreadful language of the Wargs. Gandalf understood it. Bilbo did not, but it sounded terrible to him, and as if all their talk was about cruel and wicked things, as it was. Every now and then all the Wargs in the circle would answer their grey chief all together ...
У Толкиновим књигама о Средњој земљи, варгови су злонамерна раса налик вуку. Обично су у савезу са Орцима којима дозвољавају да јашу на леђима у битку, деле плен. У Хобиту они могу да говоре: планирају своју улогу у „великом нападу гоблина“ на села шумара.
Толкинови варгови су утицали на десетогодишњег Рејнера Анвина да напише позитивну рецензију Хобита, са речима „Билбо Бегинс је био хобит који је живео у својој хобитској рупи и никада није ишао у авантуре, коначно су га убедили чаробњак Гандалф и његови патуљци него да иде. Имао је веома узбудљиво време борећи се са гоблинима и варговима." Ова рецензија је навела његовог оца, Стенлија Анвина, да као издавач објави књигу, још увек сумњајући у потенцијал књиге за успех на тржишту.
Филмске адаптације Толкиновог Хобита и Господара прстенова Питера Џексона проширују улогу варга као коњаника за Орке, који се боре против јахача Рохана.
Критичар Грегори Хартли третира варге као „персонификоване животиње“, заједно са разумним орловима, џиновским пауцима, змајем Смаугом, гавранима и дроздовима. Толкин пише о њиховим поступцима користећи глаголе као што су "планирати" и "чувати", имплицирајући по Хартлијевом мишљењу да су монструозни варгови "више од обичних звери", али он пориче да они "поседују аутономне воље". Т. А. Лидерман назива Толкинове варгове „врстом полуинтелигентних, али злу усклађених вукова... на којима су орци јахали у битку“. Он напомиње да су они можда изведени, у фикцији, од вукодлака из Првог доба као што су Берен и Лутијенаа, са сопственим „протојезиком“.

## Други аутори и медији
У серији романа епске фантастике Џорџ Р. Р. Мартин, Песма леда и ватре, и телевизијској адаптацији серије, Игра престола, варгови су мењачи коже који могу да уђу у ум вука (а у случају Брана Старка са Ходор, особа), види шта види то биће и контролишу његове поступке. Слична створења инспирисана Толкиној појављују се у бројним фантастичним видео играма, укључујући Господара прстенова на мрежи, Age of Conan и World of Warcraft, и као четвороножна чудовишта, и као раса антропоморфних вукодлака, воргена.